# Rayonismus
Rayonismus (od francouzského rayon – paprsek) neboli také lučismus je radikální avantgardní umělecký směr v Rusku kolem roku 1911, který představuje jeden z prvních projevů abstraktního malířství vůbec.

## Historie
Vzniku rayonismu předcházela skupina avantgardních umělců Бубновый валет (založené roku 1910), která se poprvé představila na stejnojmenné výstavě na přelomu let 1910/1911 v Moskvě. Byla ovlivněna post-impresionismem , fauvismem a malbou Paula Cézanna, ale také tradicemi ruského Luboku a designem lidových hraček. Jejími členy byli David Burlyuk, Vladimir Burlyuk, Pjotr Končalowski, Aristarch Lentulov, Ilja Maškov. Na výstavě byli zastoupeni francouzští malíři Henri Le Fauconnier, André Lhote, Albert Gleizes a Jean Metzinger a také ruští malíři Michail Larionov, Natalia Gončarovová a Kazimir Malevič.
Vznik rayonismu iniciovaly přednášky italského futuristy Marinettiho v Moskvě. Rayonisté usilovali o umění přesahující abstrakci, čas i prostor, které by zároveň bouralo bariéry mezi umělcem a divákem. Zakladateli Rayonismu byli Natalia Gončarovová, Michail Fjodorovič Larionov a Michail Vasiljevič Le Dantu. Zvláštní vývoj směřující k prostorovému vjemu měl rayonismus v díle Sergeje Michailoviče Romanoviče.
Manifest Lučismu vydal Larionov roku 1912. První obrazy nového směru představili rayonisté na výstavě Oslí ocas roku 1912 a na výstavě Terč v březnu roku 1913 (Larionov, Gončarovová a Malevič). V červnu téhož roku vydali společný manifest Rayonistů a Futuristů.

### Styl rayonismu
Podle Larionova a Gončarovové: " Styl rayonistické malby, kterou prosazujeme, představuje prostorové formy, které vznikají vzájemným křížením paprsků odražených od různých předmětů a zvolené vůlí umělce. Paprsek je na rayonistickém obrazu provizorně znázorněn barevnou linií. Skutečné objekty viditelné okem nemají v obrazu žádný význam - podstatou malby je kombinace barev, jejich sytost, vzájemný vztah barevných hmot, hloubka a struktury. Chceme-li malovat to, co vidíme, pak je třeba zachytit součet paprsků světla, které odrážejí předměty. Paprsky odražené od předmětu A se protnou s paprsky odraženými předmětem B a vytvoří v prostoru určitou formu, kterou vůle umělce oddělí. Je to podobné, jako když v rozpáleném vzduchu na poušti fata morgana zobrazí vzdálená města, jezera a oázy."

### Výstavy
- 24.3.1912, Moskva: výstava Oslí ocas
- 4.12.1912 Moskva: 4. výstava Unie mladých
- 6.4. 1913 Moskva: výstava Terč
- březen 1914 Moskva: 4. výstava Futuristů, Rayonistů, Primitivistů

Výstavy Terč se zúčastnili: M. Larionov, N. Gončarovová, Le Dantu, Nisimov, Bart, Viktor Bobrov, Marc Chagall, I. Larionov, Kazimir Malevič, Rogovin, Sagaydachny, Alexandr Ševčenko, Skuie, Jastřembský, Zdanevič.

### Manifest Rayonistů a Futuristů
Byl vydán v červnu 1913 a jsou pod ním podepsáni: M. Larionov, N. Gončarovová, Le Dantu, T. Bogomazov, V. Lefkijevskij, S. Romanovič, K. Zdanevič, I. Larionov, V. Obolensky, M. Fabri, A. Ševčenko.

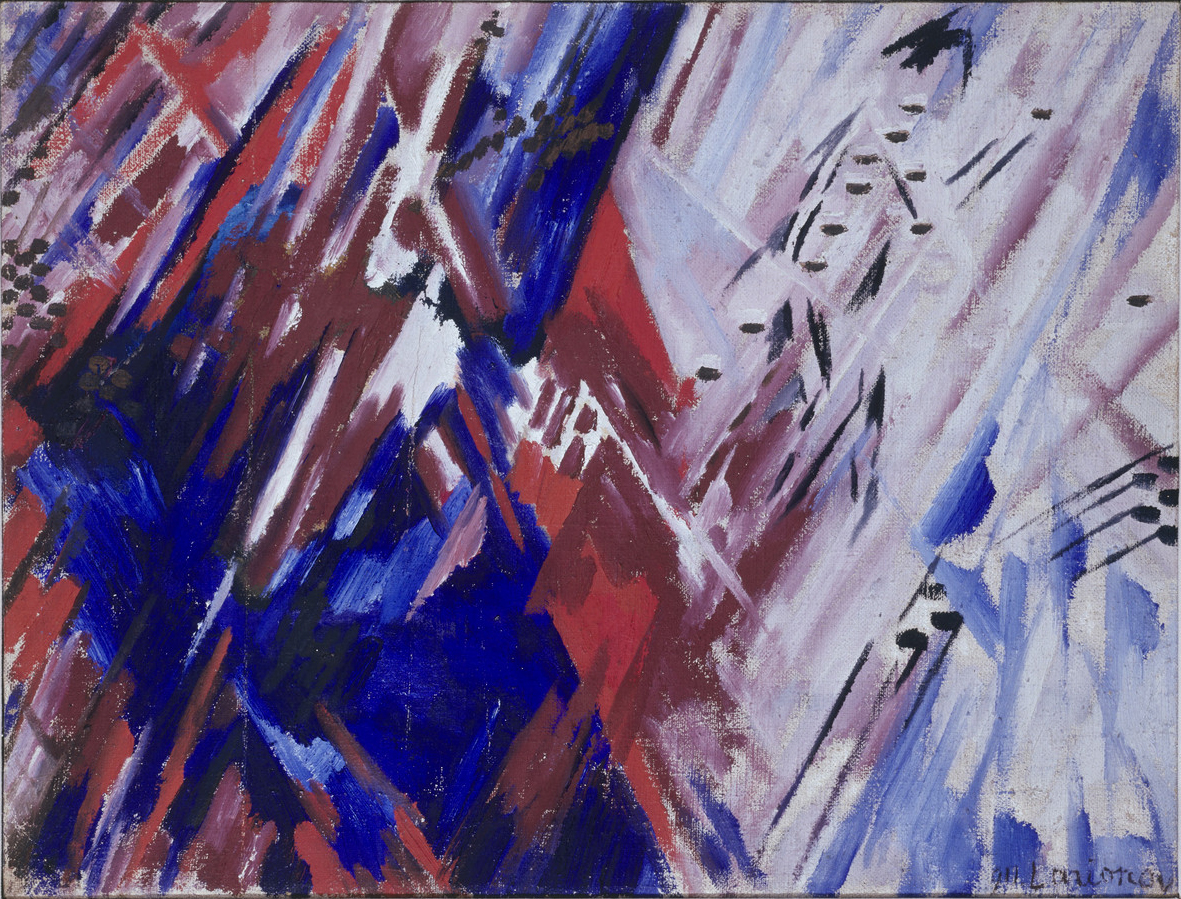
Pobřeží, červený a modrý rayonismus M. Larionov, 1911
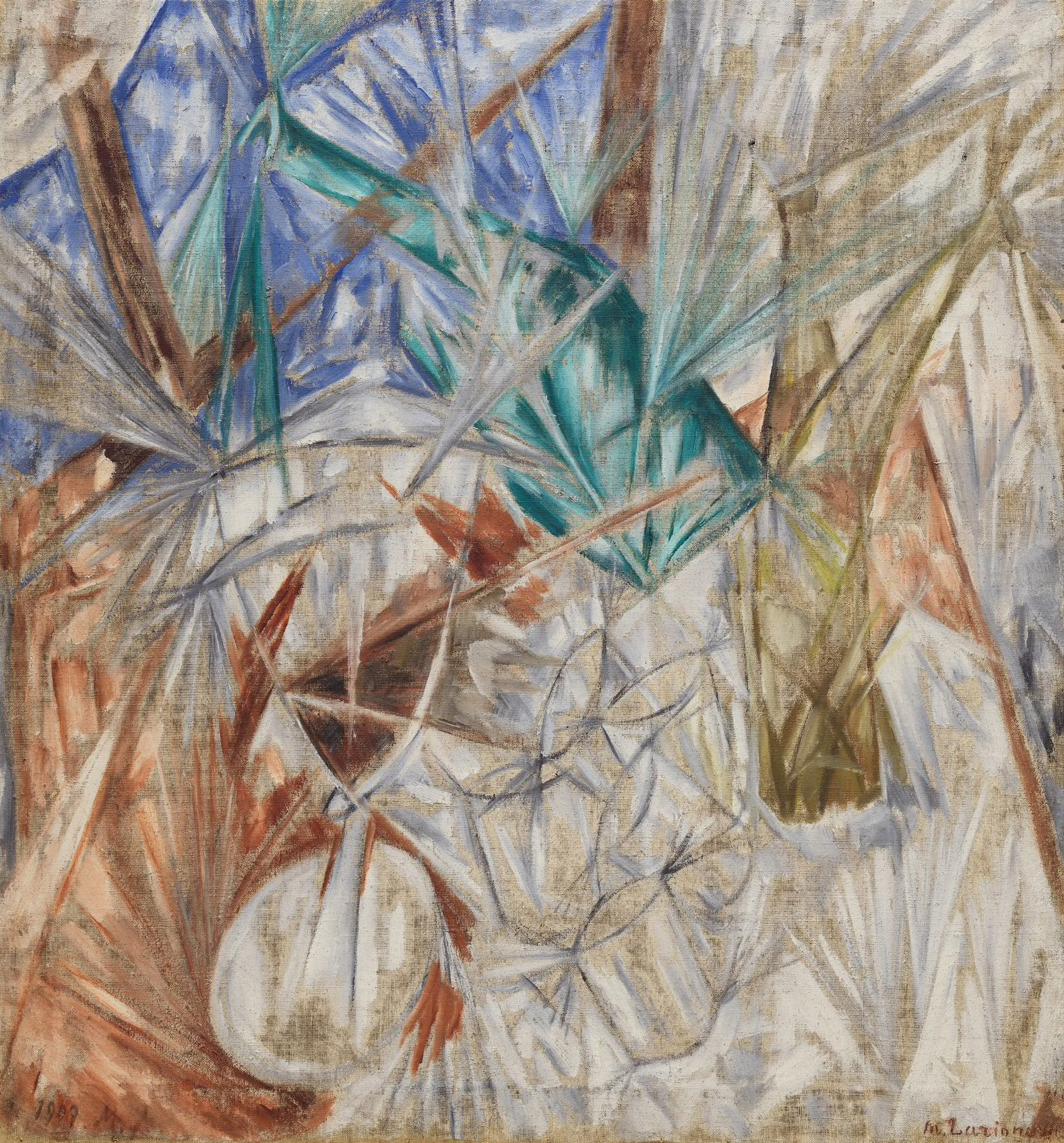
Sklo, M. Larionov, 1912
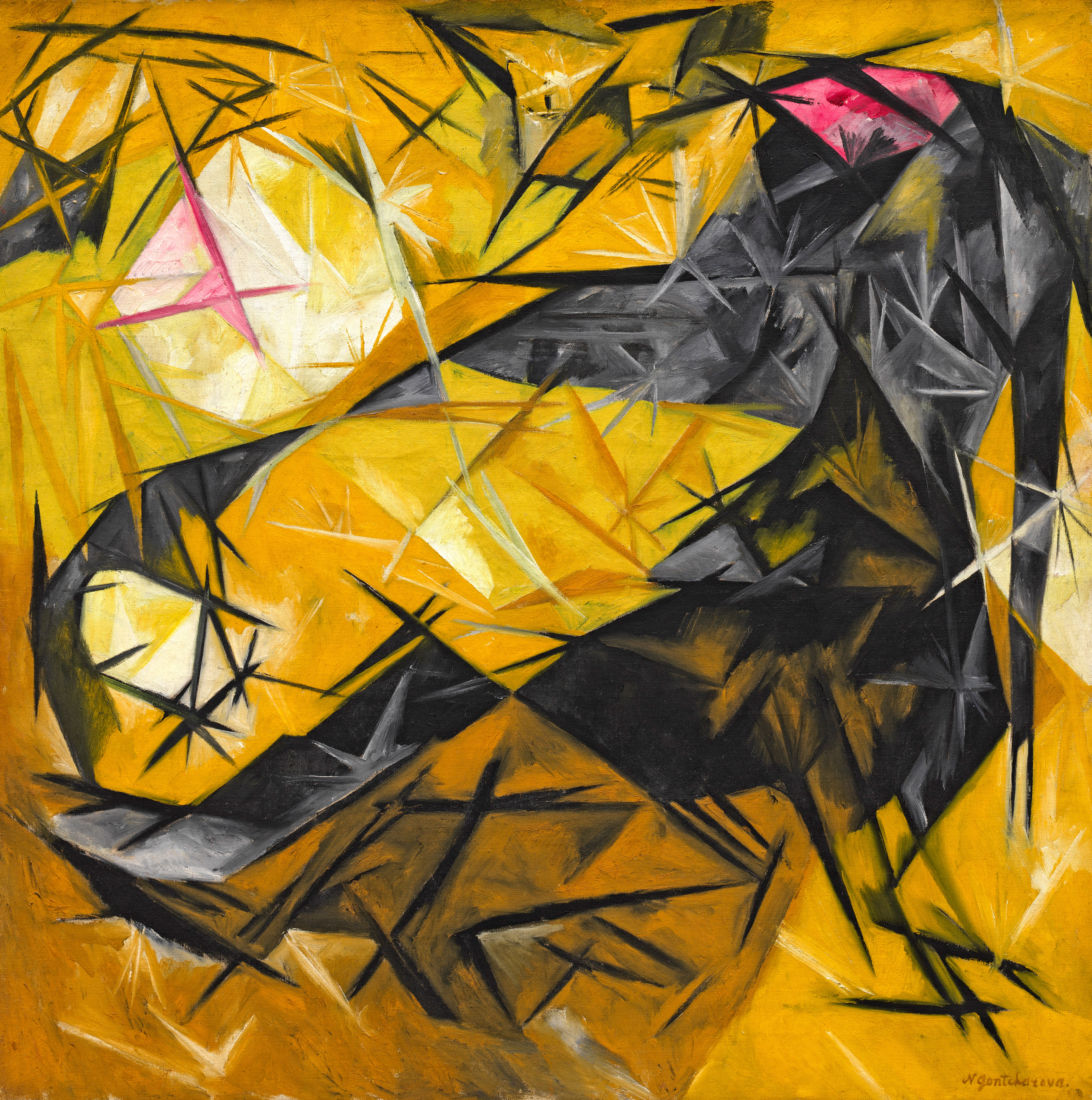
Kočky, N. Gončarovová 1913
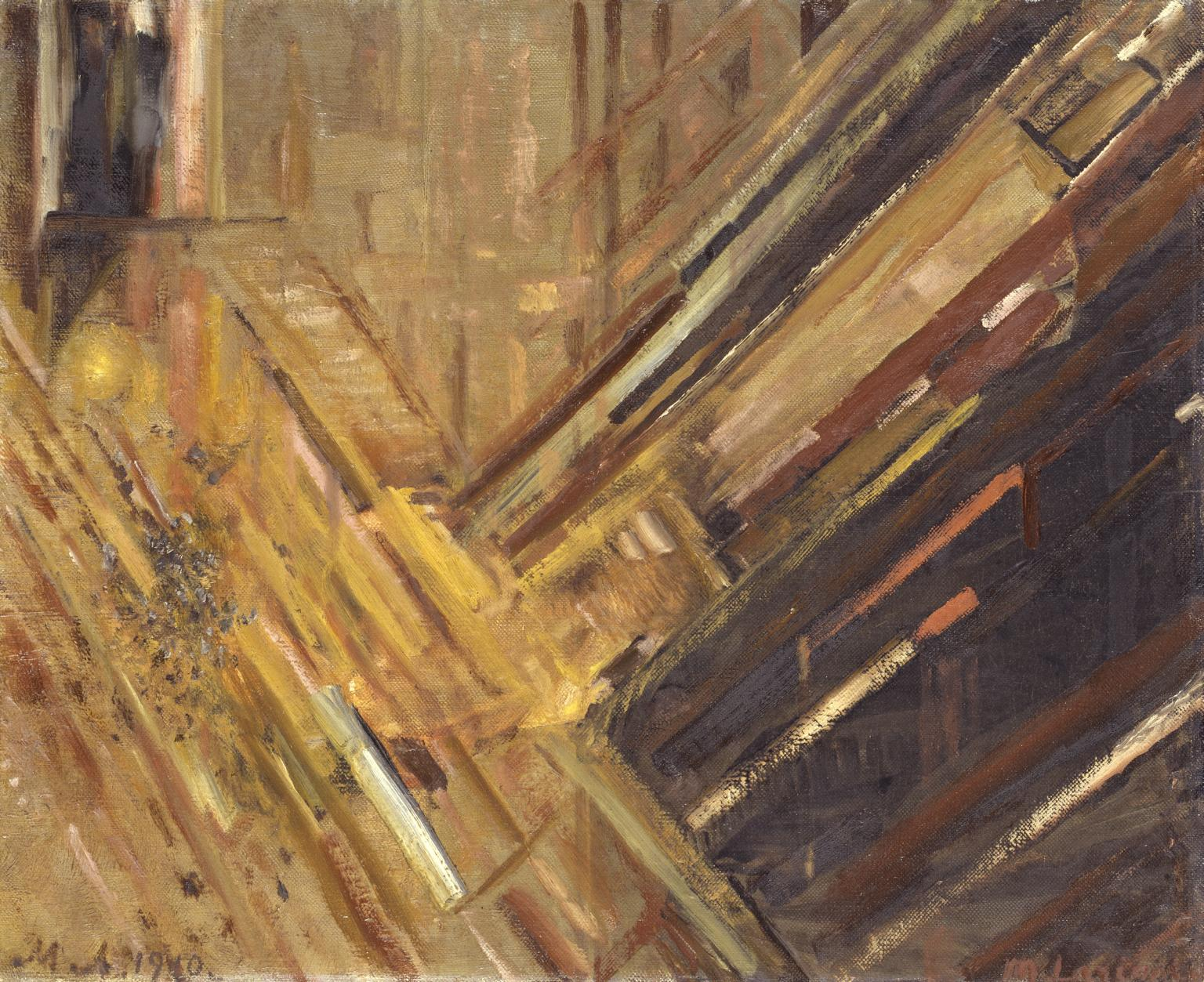
Nokturno M. Larionov, 1914